# Championnat de France de basket-ball de Nationale féminine 1 2021-2022
 (mai 2024).
Navigation
2020-2021 2022-2023
La saison 2021-2022 du championnat de France de basket-ball de Nationale 1 est la 72e édition du championnat de France de basket-ball de Nationale féminine 1, la 12e édition sous la dénomination de Nationale féminine 1. La NF1 est le troisième plus haut niveau du championnat de France de basket-ball. Vingt-huit clubs participent à la compétition, plus haut niveau amateur de basket-ball de l'hexagone, sous la direction de la FFBB.

## Formule de la compétition
La compétition est organisée en deux phases distinctes.
Lors de la phase 1, les 24 équipes sont réparties en 2 poules de 12. L’équipe du CFBB et l’équipe Espoirs LFB ne sont pas intégrées dans la même poule. Les équipes disputent un championnat en rencontres aller et retour à l’issue duquel un classement est établi.
Les équipes classées 1re et 2e (pouvant comprendre l’équipe 2 du CFBB et/ou l’équipe Espoirs LFB) de chaque poule sont regroupées en une poule unique et disputent la phase 2.
Les équipes classées aux deux dernières places de chaque poule à l’issue de la phase 1 sont reléguées en NF2 pour la saison suivante.
Si l’équipe du CFBB ou l’équipe Espoirs LFB se trouvent en situation de relégation en NF2 pour la saison suivante, l’équipe classée en position de premier non relégable de sa poule à l’issue de la phase 1 sera reléguée, en lieu et place de cette (ces) équipe(s), en NF2 pour la saison suivante.
Lors de la phase 2, les équipes qualifiées qui se sontdéjà affrontées lors de la phase 1 ne se rencontrent pas à nouveau mais conservent les résultats directs acquis lors de la phase 1.
Les autres équipes de NF1 ne disputent pas de phase 2. La phase 2 se dispute en rencontres aller et retour (4 rencontres).
Le titre de Champion de France est attribué à l’équipe classée 1re à l’issue de la phase 2. Les deux équipes accédant à la LF2 pour la saison suivante sont les équipes classées 1re et 2e de la phase 2. Le CFBB et l’équipe Espoirs LFB ne peuvent accéder à la LF2.
Dans les cas particuliers suivants, l’équipe ci-dessous accédera à la LF2 :
- L’équipe classée 3e de la phase 2 : si le CFBB ou l’équipe Espoirs LFB est classée à l’une des 2 premières places de la phase 2 ;
- Les équipes classées 3e et 4e de la phase 2 : si le CFBB et l’équipe Espoirs LFB sont classées aux 2 premières places de la phase 2.

L’accession de l’équipe est effective sous réserve qu’elle satisfasse aux conditions de la LF2 et à la condition que la FFBB émette un avis favorable au regard de la situation financière.

## Phase 1
Légende des classements
- Qualifié pour la phase 2
- Relégué en Nationale 2
- R : Relégué de Ligue Féminine 2
- P : Promu de Nationale 2

### Poule A

#### Classement
| Rang | Équipe                          | Pts  | J  | G  | P  | Pp   | Pc   | Diff |
| ---- | ------------------------------- | ---- | -- | -- | -- | ---- | ---- | ---- |
| 1    | ASA Sceaux                      | 42+1 | 22 | 19 | 3  | 1721 | 1410 | 311  |
| 2    | ALA Le Havre                    | 42   | 22 | 20 | 2  | 1571 | 1282 | 289  |
| 3    | Club Basket d'Ifs               | 38   | 22 | 16 | 6  | 1396 | 1131 | 265  |
| 4    | Olympique Sannois Saint-Gratien | 35+1 | 22 | 12 | 10 | 1411 | 1408 | 3    |
| 5    | CJS Geispolsheim                | 35   | 22 | 13 | 9  | 1512 | 1370 | 142  |
| 6    | BC Franconville                 | 34   | 22 | 12 | 10 | 1506 | 1370 | 136  |
| 7    | BF Escaudain PH                 | 33   | 22 | 11 | 11 | 1480 | 1422 | 58   |
| 8    | CO Trith                        | 33   | 22 | 11 | 11 | 1385 | 1392 | -7   |
| 9    | USDB Alençon 61                 | 33   | 22 | 11 | 11 | 1447 | 1364 | 83   |
| 10   | Furdenheim ACSL                 | 25   | 22 | 3  | 19 | 1238 | 1552 | -314 |
| 11   | Sainte Savine Basket            | 24   | 22 | 2  | 20 | 1144 | 1684 | -540 |
| 12   | Centre fédéral                  | 24   | 22 | 2  | 20 | 1105 | 1531 | -426 |

Note : ASA Sceaux et Olympique Sannois Saint-Gratien obtiennent 1 point bonus grâce à leur qualification en quart de finale du Trophée Coupe de France.

### Poule B

#### Classement
| Rang | Équipe                      | Pts  | J  | G  | P  | Pp   | Pc   | Diff |
| ---- | --------------------------- | ---- | -- | -- | -- | ---- | ---- | ---- |
| 1    | Monaco BA                   | 42+2 | 22 | 18 | 4  | 1453 | 1262 | 191  |
| 2    | Feytiat Basket 87           | 41+1 | 22 | 18 | 4  | 1591 | 1212 | 379  |
| 3    | Pays Voironnais Basket Club | 40   | 22 | 18 | 4  | 586  | 1250 | -664 |
| 4    | Roanne BF                   | 39+1 | 22 | 16 | 6  | 1586 | 1250 | 336  |
| 5    | Cavigal Nice                | 37+1 | 22 | 14 | 8  | 1588 | 1328 | 260  |
| 6    | US Le Poinçonnet            | 35+2 | 22 | 11 | 11 | 1398 | 1324 | 74   |
| 7    | US Colomiers                | 33   | 22 | 11 | 11 | 1446 | 1432 | 14   |
| 8    | LDLC ASVEL féminin Espoir   | 31   | 22 | 9  | 13 | 1421 | 1514 | -93  |
| 9    | Limoges ABC                 | 31   | 22 | 9  | 13 | 1380 | 1542 | -162 |
| 10   | AS Villeurbanne             | 28   | 22 | 6  | 16 | 1352 | 1417 | -65  |
| 11   | US Orthez Basket            | 24   | 22 | 2  | 20 | 1304 | 1544 | -240 |
| 12   | AL Caluire Basket           | 22   | 22 | 0  | 22 | 1058 | 1726 | -668 |

Note : Monaco BA et US Le Poinçonnet obtiennent 2 points bonus grâce à sa qualification en finale du Trophée Coupe de France. Feytiat Basket 87, Roanne BF et Cavigal Nice obtiennent 1 point bonus grâce à leur qualification en quart de finale du Trophée Coupe de France.

## Phase 2
- Champion et promu en
- Promu en Ligue Féminine 2
- R : Relégué de Ligue Féminine 2
- P : Relégué en Nationale 2

| Rang | Équipe            | Pts | J | G | P | Pp  | Pc  | Diff |  | Résultats (dom.\ext.) | ALE   | LeH   | ASVEL | MON   |
| ---- | ----------------- | --- | - | - | - | --- | --- | ---- |  | --------------------- | ----- | ----- | ----- | ----- |
| 1    | Feytiat Basket 87 | 10  | 6 | 4 | 2 | 401 | 369 | 32   |  | Feytiat Basket 87     |       | 67-54 | 78-70 | 61-52 |
| 2    | Monaco BA         | 10  | 6 | 4 | 2 | 396 | 371 | 25   |  | Monaco BA             | 59-74 |       | 83-68 | 70-50 |
| 3    | ASA Sceaux        | 8   | 6 | 2 | 4 | 440 | 454 | -14  |  | ASA Sceaux            | 71-61 | 57-67 |       | 96-81 |
| 4    | ALA Le Havre      | 8   | 6 | 2 | 4 | 385 | 428 | -43  |  | ALA Le Havre          | 63-60 | 55-63 | 84-78 |       |

## Bilan de la saison
| Tableau d'honneur de la saison 2021-2022 |                                                                         |
| Compétition                              | Vainqueur                                                               |
| Nationale 1                              | Feytiat Basket 87                                                       |
| Promotions et relégations                |                                                                         |
| Promu en LF2                             | Feytiat Monaco BA                                                       |
| Relégués de LF2                          | USLG Cherbourg-en-Cotentin CSP Nantes-Rezé                              |
| Relégués en Nationale 2                  | US Orthez Basket AL Caluire Basket Furdenheim ACSL Sainte Savine Basket |
| Promus de Nationale 2                    | AS Orly Stade français Anglet Côte Basque Basket Ambitions Girondines   |